# سرعة الكهرباء
سرعة الكهرباء يطلق مصطلح على الحركة البطيئة نسبيا للإلكترونات الحرة أو الأيونات خلال موصل كهربائي في وجود مجال كهربائي، كما تعرّف أيضا بسرعة الانجراف. جرت العادة أن تخلط الأمور بين سرعة الكهرباء وسرعة الموجة الكهرومغنطيسية والتي لها خصائص الضوء. الموجة الكهرومغنطيسية هي المسؤولة عن نقل المعلومات أو البيانات، وليس حركة الالكترونات.
تتحرك الالكترونات الحرة في موصل ليس به مجال كهربائي بشكل عشوائي عادة اعتمادا على كمية الحرارة المكتسبة. عند تسليط جهد كهربائي ذا تيار مستمر على طرفي الموصل فسوف تزداد حركية الالكترونات وسرعتها بشكل يتناسب طرديا مع شدة المجال المسلط كما أنها تأخذ اتجاها موحدا. في الظروف العادية تكون هذه السرعات بحدود بضعة مليمترات في الثانية الواحدة. أما عند تسليط جهد ذا تيار متناوب فإن الالكترونات تظل متذبذبة عادة في ذهابا وإيابا وقد لاتجد الفرصة لإكمال الحركة على طول الموصل (اعتمادا على كل من شدة المجال الكهربائي وتردده). في الأحوال الطبيعية تتراوح سرعة الكهرباء بين بضعة ميليمترات في الثانية وبضعة مليمترات في اليوم إلا أنها تزداد مع زيادة كثافة التيار المار في الموصل وقد تصل إلى آلاف الكيلومترات في الثانية في حالة الموصلات الفائقة.
بالمقابل، تنتشر الموجة الكهرومغنطيسية حول الموصل بسرعة فائقة، اعتمادا على ثابت عازلية المادة. تكون هذه السرعة في الفراغ مساوية لسرعة الضوء في الفراغ (والهواء تقريبا)، لكنها تتأثر بوجود المواد العازلة، فمثلا عندما لايكون الموصل النحاسي مغلفا بمادة عازلة (أي أنه مكشوف) فإن سرعة موجته الكهرومغنطيسية تكون حوالي 96% من سرعة الضوء، بينما تنخفض في الكابل المحوري إلى 66% من سرعة الضوء تقريبا.
سرعة الكهرباء يطلق مصطلح على الحركة البطيئة نسبيا للإلكترونات الحرة أو الأيونات خلال موصل كهربائي في وجود مجال كهربائي، كما تعرّف أيضا بسرعة الانجراف. جرت العادة أن تخلط الأمور بين سرعة الكهرباء وسرعة الموجة الكهرومغنطيسية والتي لها خصائص الضوء. الموجة الكهرومغنطيسية هي المسؤولة عن نقل المعلومات أو البيانات، وليس حركة الالكترونات.
تتحرك الالكترونات الحرة في موصل ليس به مجال كهربائي بشكل عشوائي عادة اعتمادا على كمية الحرارة المكتسبة. عند تسليط جهد كهربائي ذا تيار مستمر على طرفي الموصل فسوف تزداد حركية الالكترونات وسرعتها بشكل يتناسب طرديا مع شدة المجال المسلط كما أنها تأخذ اتجاها موحدا. في الظروف العادية تكون هذه السرعات بحدود بضعة مليمترات في الثانية الواحدة. أما عند تسليط جهد ذا تيار متناوب فإن الالكترونات تظل متذبذبة عادة في ذهابا وإيابا وقد لاتجد الفرصة لإكمال الحركة على طول الموصل (اعتمادا على كل من شدة المجال الكهربائي وتردده). في الأحوال الطبيعية تتراوح سرعة الكهرباء بين بضعة ميليمترات في الثانية وبضعة مليمترات في اليوم إلا أنها تزداد مع زيادة كثافة التيار المار في الموصل وقد تصل إلى آلاف الكيلومترات في الثانية في حالة الموصلات الفائقة.
بالمقابل، تنتشر الموجة الكهرومغنطيسية حول الموصل بسرعة فائقة، اعتمادا على ثابت عازلية المادة. تكون هذه السرعة في الفراغ مساوية لسرعة الضوء في الفراغ (والهواء تقريبا)، لكنها تتأثر بوجود المواد العازلة، فمثلا عندما لايكون الموصل النحاسي مغلفا بمادة عازلة (أي أنه مكشوف) فإن سرعة موجته الكهرومغنطيسية تكون حوالي 96% من سرعة الضوء، بينما تنخفض في الكابل المحوري إلى 66% من سرعة الضوء تقريبا.

## الصيغة الرياضية
تعطى سرعة الكهرباء (الالكترونات الحرة أو الأيونات) في موصل بالعلاقة:
{\displaystyle v={\frac {I}{NeA}}={\frac {I}{N\pi r^{2}e}}}
حيث:
{\displaystyle I\,} شدة التيار المار في الموصل (أمبير)
{\displaystyle v\,} سرعة الكهرباء (متر\ثانية)
{\displaystyle N\,} عدد حاملات الشحنة في وحدة الحجوم (متر مكعب-1)
{\displaystyle e\,} شحنة الإلكترون (1.602176487 × 10-19 كولوم)
{\displaystyle r\,} نصف قطر الموصل (بالمتر)
{\displaystyle A\,} مساحة المقطع العرضي للموصل (بالمتر المربع)
| العنصر   | كثافة الشحنة ×1028 N m−3 |
| -------- | ------------------------ |
| نحاس     | 8.47                     |
| فضة      | 5.86                     |
| ذهب      | 5.90                     |
| حديد     | 17.0                     |
| الومنيوم | 18.1                     |
| رصاص     | 13.2                     |

## سبب سرعة استجابة الكهرباء الفائقة
قد يتساءل البعض عن السبب الذي يجعلنا نرى أن سرعة الكهرباء عالية جدا عندما نلاحظ أن المصباح وباقي الأجهزة الكهربائية تستجيب بمجرد غلق الدائرة الكهربائية. لتوضيح هذا السبب يمكن سرد مثال آخر في الطبيعة وهو الماء. عندما يكون أنبوب الماء مملوءاً ومتروكا بشكل عمودي نلاحظ أنه مهما كان بعد فتحته عن الصنبور فإن الماء يتدفق من الفوهة مباشرة بمجرد فتح هذا الصنبور. السبب هو أن جزيئات الماء كانت موجودة مسبقاً وتشغر الفراغ الموجود في الأنبوب وبالتالي بمجرد فتح الصنبور فإن طاقة الحركة وكمية التحرك في أحد أطراف الأنبوب (عند الصنبور) تنتقل بشكل دفعة أو صدمة من جزيء أو ذرة إلى أخرى على طول الأنبوب بسرعة أعلى بكثير من حركة الماء نفسه، الأمر الذي يجعلنا نرى تدفقه لحظيا في الطرف الآخر.
كذلك الحال بالنسبة للإلكترونات أو حاملات الشحنة التي تكون موجودة أصلا في الموصل وكل مانفعله هو التسبب بدفعها من طرف لكي تنتقل الطاقة الحركية وكمية التصادم من الكترون إلى آخر بسرعة هائلة تكون نتيجتها استجابة كهربائية على طول الموصل.

## إنظر أيضا
- سرعة الانسياق
- سرعة الضوء